# Калинівська вулиця
Кали́нівська ву́лиця — зникла вулиця, що існувала в Дарницькому районі міста Києва, місцевість село Шевченка. Пролягала від вулиці Чебишова до вулиці Умільців. 

## Історія
Виникла в 50-ті роки XX століття під назвою Нова вулиця. Назву Калинівська (на честь міста Калинівка) вулиця набула 1958 року. 
Ліквідована в середині 1980-х років у зв'язку зі знесенням малоповерхової забудови села Шевченка.